# Chodinskaja
Chodinskaja (ros. Ходинская) – wieś w Rosji, w rejonie wożegodskim obwodu wołogodzkiego. W 2010 r. liczyła 31 mieszkańców.